# Terceto
El terceto es una estrofa de tres versos de la métrica italiana y de la métrica española, por lo general endecasílabos (verso de arte mayor de once sílabas) que riman en consonante. También se la conoce como tercia rima o terza rima. Se conocen principalmente tres variantes.

## Terceto aislado
Riman en consonante el A-A

## Tercetos del soneto
Tras los ocho primeros versos del soneto petrarquista vienen siempre dos tercetos de rima consonante libre, aunque la distribución más frecuente de sus rimas es CDE DCE o bien CDC DCD.

## Tercetos encadenados
Una variante de especial fortuna, creada por el poeta toscano Dante Alighieri para su extenso poema narrativo Divina comedia, es el terceto encadenado, terceto dantesco o terceto enlazado, que está formado por tercetos que van introduciendo una rima consonante nueva en su verso central en cada terceto a partir del segundo: ABA BCB CDC DED EFE... de forma que haya tres versos con cada rima (salvo la rima inicial y la final, que tienen solo dos versos) hasta que se cierre con un serventesio final: YZYZ. 
Esta estrofa aparece ya en la Edad Media, pero su auge corresponde principalmente al Renacimiento, que lo emplea para la poesía culta (églogas, elegías, epístolas, sátiras...) Su versatilidad es tan grande que se hace apto para todo tipo de tema, aunque se prefiere para los géneros de la epístola o el poema didáctico.
Se considera habitualmente a Juan Boscán como introductor de esta estrofa en la métrica castellana en el primer tercio del siglo XVI. La tomó no de referentes castellanos medievales, sino de los poetas italianos. De ahí que su nombre en italiano (terza rima) o con el calco tercia rima, haya sido profusamente utilizado para referirse a esta estrofa, aunque la denominación más corriente en la actualidad es la de "terceto encadenado".
Desde el siglo XVI no ha dejado de usarse, siendo una de las estrofas que más aprecio y continuidad han tenido durante toda la historia de la métrica española. Un ejemplo puede ser la famosa "Elegía a Ramón Sijé" (El rayo que no cesa), de Miguel Hernández:
Un manotazo duro, un golpe helado,
un hachazo invisible y homicida,
un empujón brutal te ha derribado.

No hay extensión más grande que mi herida,
lloro mi desventura y sus conjuntos
y siento más tu muerte que mi vida...

Otro ejemplo:

...mi alma, que fugitiva entonces era,
volviendóse a contemplar de nuevo el paso
que no atraviesa nadie sin que muera.

Tras reposar un poco el cuerpo laso,
mi camino seguí por tal desierto,
más bajo siempre el pie que no da el paso.